# Borngasse 33

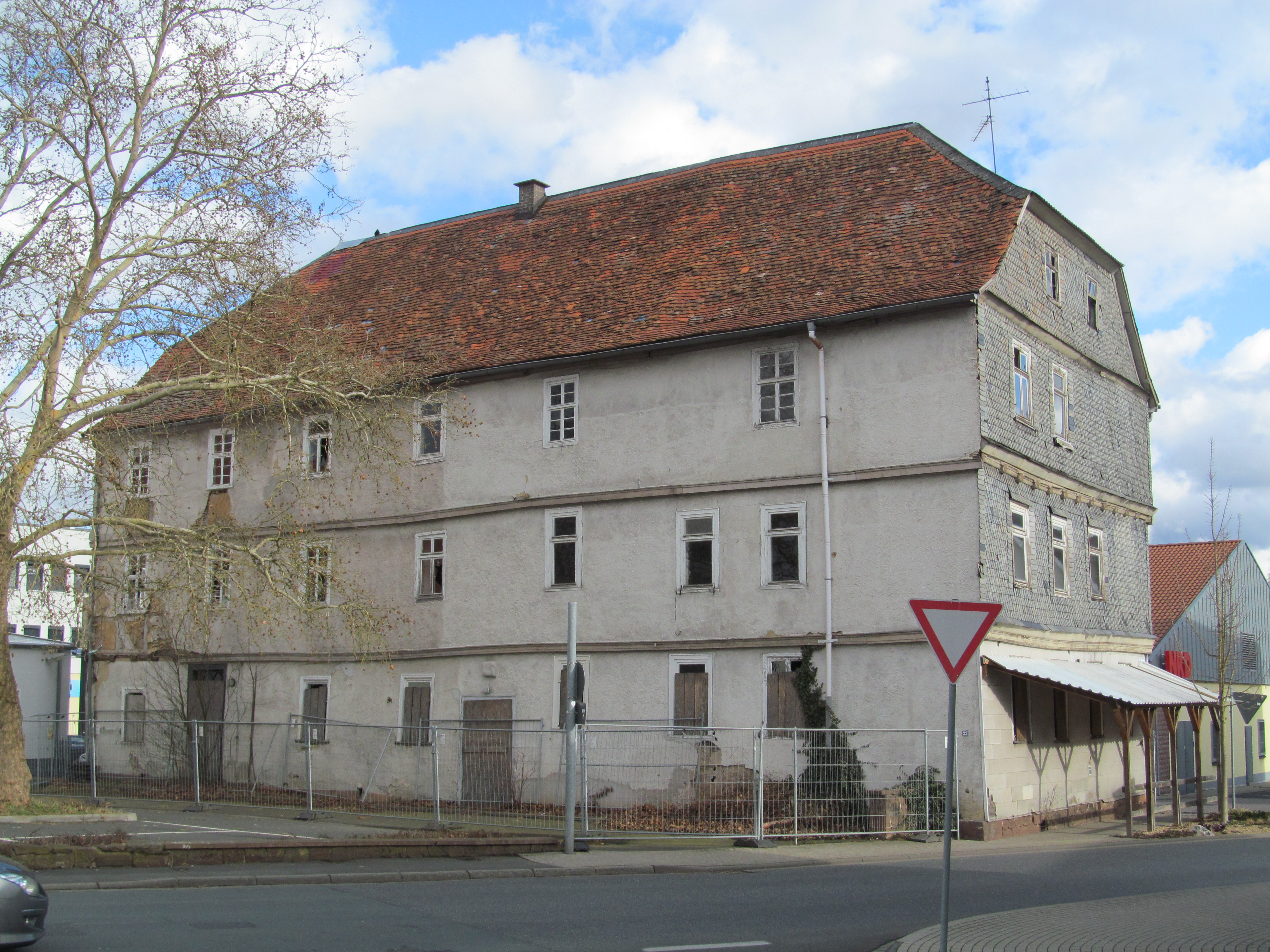
Das Gebäude von Westen (2019)

Borngasse 33 bezeichnet ein historisches Fachwerkhaus an der Borngasse, Ecke Mühlgasse, in Kirchhain, Landkreis Marburg-Biedenkopf. Es ist in der Liste der Kulturdenkmäler in Kirchhain verzeichnet und steht leer.

## Geschichte
Das langgestreckte Haus wurde 1608 in Fachwerkbauweise errichtet, wobei die oberen Stockwerke leicht vorkragten. Beide Giebel wurden abgewalmt. Das Haus war zunächst Burgmannensitz. Um 1800 wurde das zuvor fachwerksichtige Gebäude verputzt. Im 19. Jahrhundert war dort das 1821 gebildete und bis 1867 bestehende Justizamt und danach das Amtsgericht untergebracht. Das Haus beinhaltete gleichzeitig die Dienstwohnung des jeweiligen Justizbeamten bzw. Amtsgerichtsdirektors. Mit der Auflösung des Kreises Kirchhain wurde das Landratsamtsgebäude für das Amtsgericht frei. Der Umzug erfolgte 1932/33. Danach diente das Gebäude als Wohnhaus.
Seit den 70er Jahren steht das Haus leer und es gab mehrere Abbruchanträge. 2010 gehörte das Haus der Frankfurter Immobilienunternehmen Schoofs Immobilien GmbH, die nach Aussage des damaligen Bürgermeisters Jochen Kirchner vom Oktober 2010 beabsichtigte, mit einem Kostenaufwand von 500.000 Euro das Dach neu zu decken und die Fassade zu sanieren.

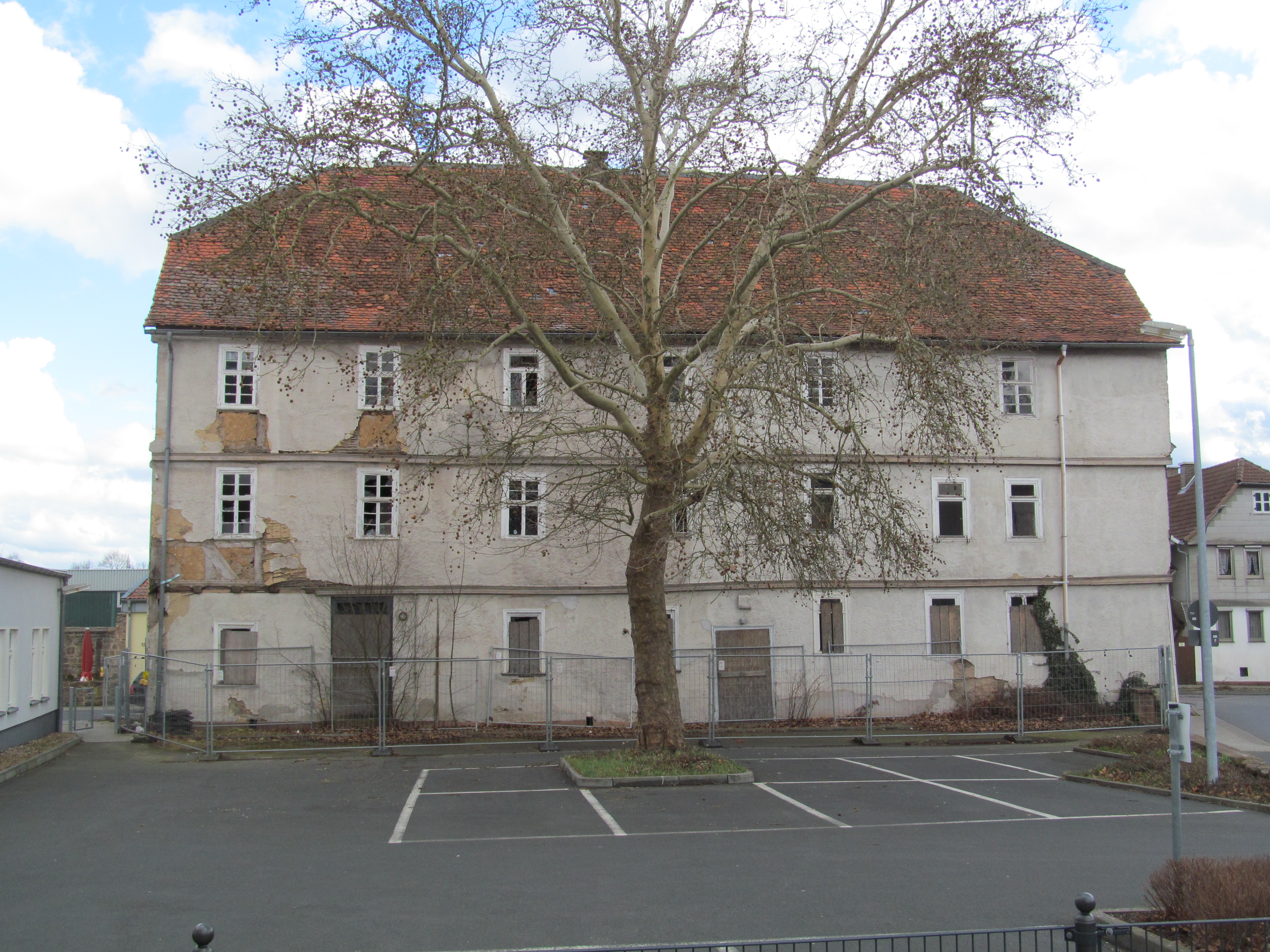
Nordwestseite
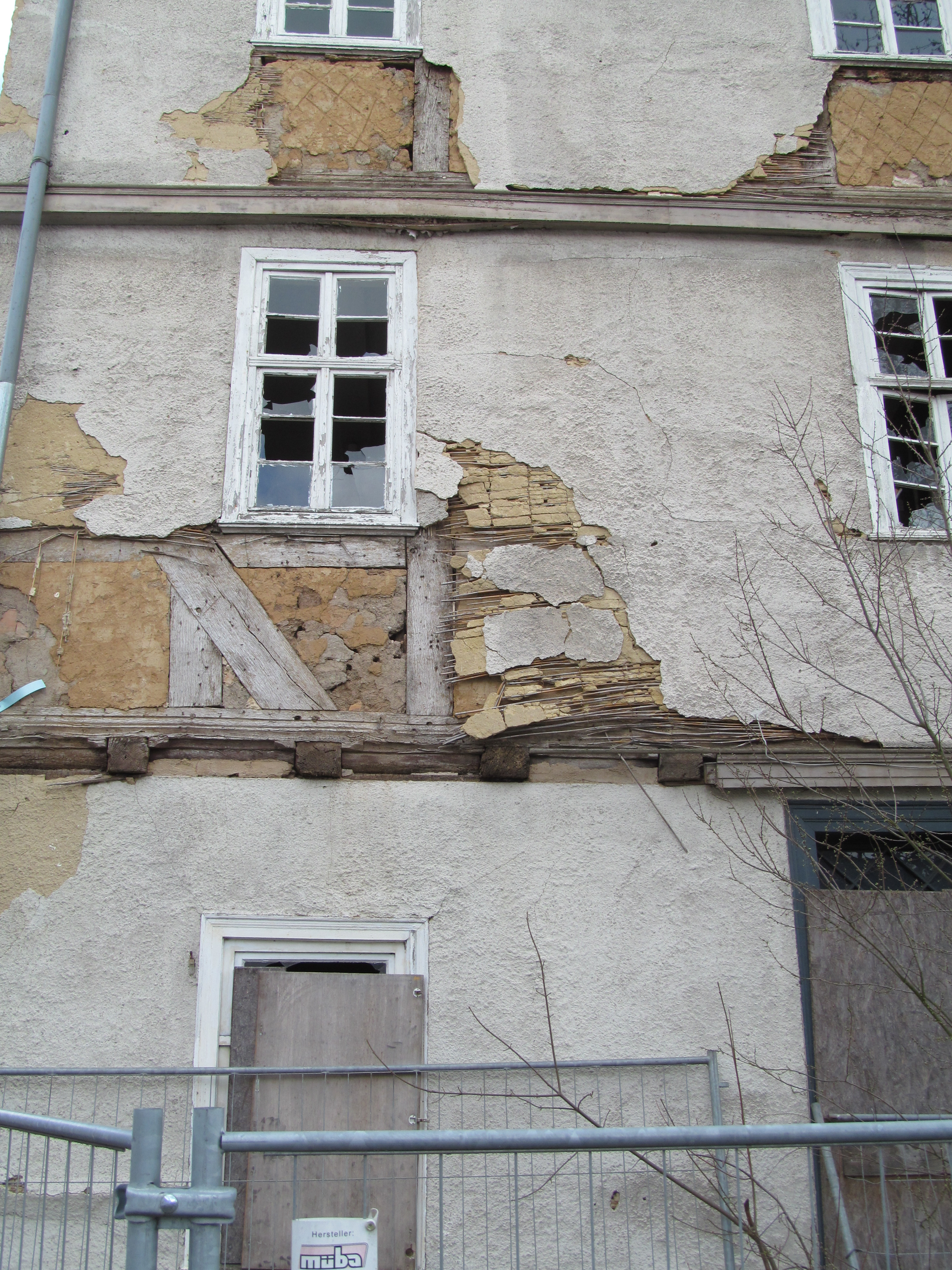
Fassadenausschnitt Nordwestseite
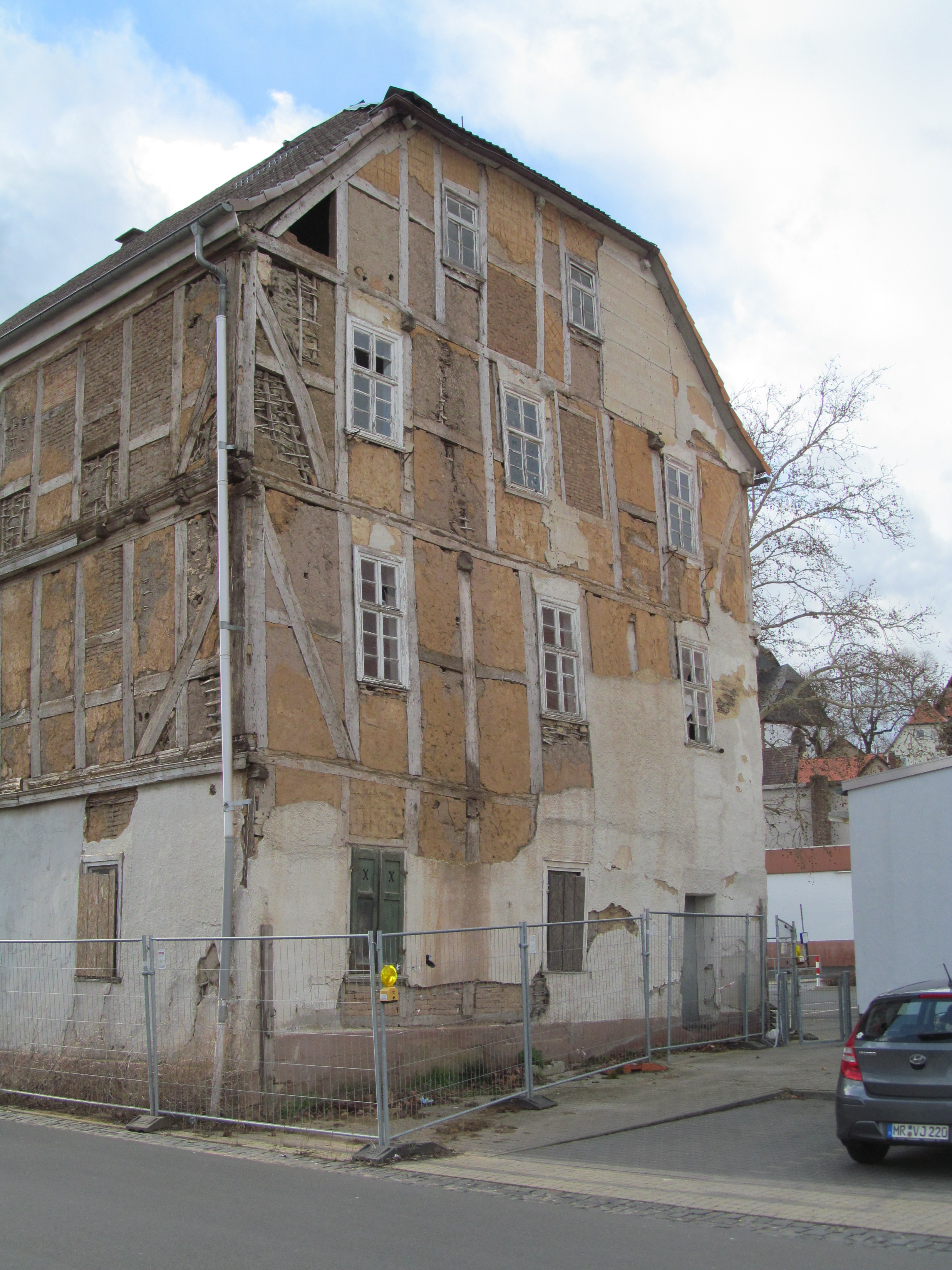
Giebel von Osten
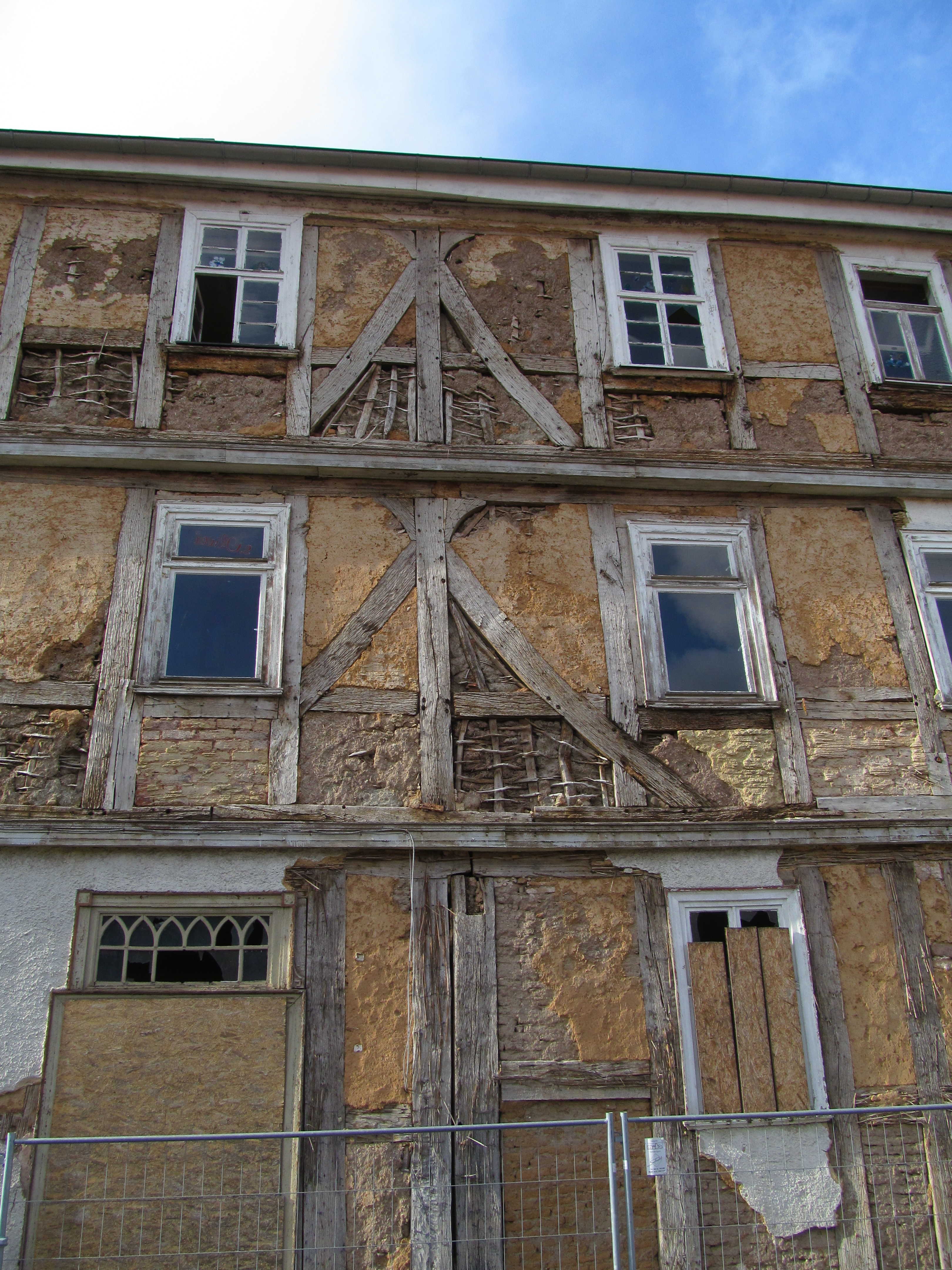
Fassadenausschnitt Südostseite
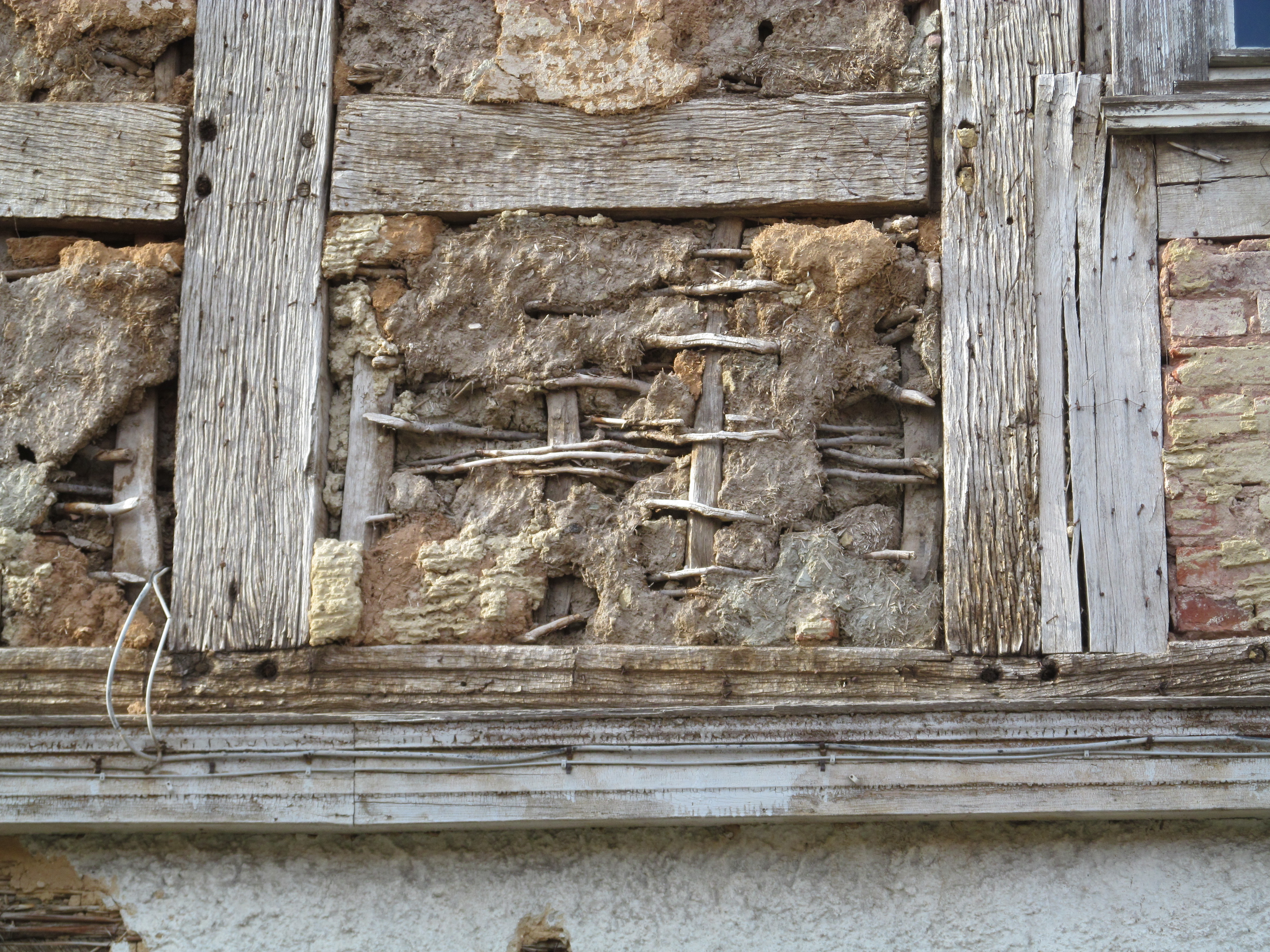
Fassadendetail Südostseite